# Gasland
Gasland is een Amerikaanse documentaire uit 2010 geschreven en geregisseerd door de Amerikaanse filmregisseur Josh Fox over de gevolgen van de winning van schaliegas. De film werd genomineerd voor een Oscar. Een Nederlandse bewerking werd op 4 september 2011 uitgezonden door Tegenlicht van de VPRO.

## Inhoud
Josh Fox kreeg in 2008 door een gaswinningsbedrijf $100.000 pacht aangeboden voor zijn land en ging zich verdiepen in de mogelijke gevolgen. In de film spreekt Fox met mensen die bij winningsgebieden wonen. Zij klagen over giftige dampen, ziektes, verlies van reuk- en smaakvermogen, pijn en hersenbeschadiging bij mensen en massale sterfte bij vogels, vissen en andere dieren. Het drinkwater is vertroebeld en een aantal mensen toont dat een brandende aansteker bij een stromende kraan een steekvlam oplevert. De bij winning gebruikte chemicaliën worden door de industrie geheimgehouden. Wilma Subra, winnares van de Mc Arthur Genius Award, vertelt in de film dat de winningsgebieden verontreinigd zijn met arseen, cadmium, chroom, lood en barium. Fox verzamelde watermonsters, liet die analyseren en vond ernstige verontreinigingen. In 2013 bracht Fox een vervolgdocumentaire uit genaamd Gasland 2. In deze documentaire keert Fox terug naar de plaatsen en de mensen uit het eerste deel en kijkt wat er in de tussenliggende 3 jaar is verbeterd of verslechterd. Ook gaat hij op bezoek bij schaliegas slachtoffers buiten Amerika.

## Kritiek
Volgens critici heeft de steekvlam die met een aansteker bij een stromende kraan wordt veroorzaakt niet met schaliegaswinning te maken maar met de natuurlijke aanwezigheid van moerasgas in het drinkwater.

## Prijzen
- 2010 - Environmental Media Award for Best Documentary Feature
- 2010 - Sundance Film Festival Special Jury Prize
- 2010 - Big Sky Documentary Film Festival Artistic Vision award
- 2010 - Thin Line Film Festival Audience Award
- 2010 - Yale Environmental Film Festival Grand Jury Prize
- 2010 - Sarasota Film Festival Special Jury Prize